# Dümmersee
Dümmersee – jezioro znajdujące się na terenie Niemiec. Jego powierzchnia wynosi 1,59 km², ma długość 3,6 km i ok. 600 m szerokości.
Jego maksymalna głębokość wynosi 21,3 m, a lustro wody jest na poziomie 45,5 m. Położone jest na terenie landu Meklemburgia-Pomorze Przednie, 25 km od granicy z landem Szlezwik-Holsztyn i ok. 18 km od miejscowości Schwerin.